# Типологија демократије
Постоје различите класификације модела демократије. Најчешће су емпиријско – нормативне класификације. У духу те врсте класификације постоји неколико модела који имају и нормативну и емпиријску вредност односно значај. То су:
- либерална демократија у 3 своја издања – класична, модерна и неолиберална
- полиархија
- консоцијација
- дискурзивна демократија
- партиципациона демократија
- космополитска демократија
- модел мултикултурног грађанства
- дискурзивно-полиархична либерално-социјална демократија

## Либерална демократија
Могло би се рећи да је либерална демократија облик политичког система организован у оквиру либерализма или око вредности слободе. У свим варијантама либералне демократије, било класичним, модерним или неолибералним, либерализам је основна премиса, оквир и формативна снага демократије. У последњим деценијама модел либералне демократије имао је велики утицај на транзиционе процесе, посебно у посткомунистичким земљама. У некима од тих земаља, либерализам је значио почетак и зенит демократије.
Постоје различити видови либералне демократије од којих су најзначајнији класични, модерни и неолиберални модел. Класична либерално-индивидуалистичка демократија би се могла везати за Локово поимање демократије. На питање зашто су људи напустили „природно стање“ и пришли друштву, Лок одговара да је примарна мотивација за то била очување њихових „живота, слободе и имовине – својине“. Ову идеју – тријаду је касније, уз малу модификацију („живот, слобода слеђења среће“), преузео Томас Џеферсон и имплантирао у Декларацију о независности. Могло би се рећи да ова три поменута права, односно слободе, уз представничку владавину, стоје у основи и језгру овог модела.
У нешто модернијој и савременијој форми модел либералне демократије показује ексклузивно наглашавање индивидуализма, индиферентираност према сталним и систематским неједнакостима, везаност за националне државне институције као и њено прећутно саучествовање са национализмом итд.
Неолиберални модел захтева више либерализма, а мање демократије (то значи: приватизацију јавних предузећа, одбацивање државних регулација, смањење јавних бирократија и плата итд). У освајању и попуњавању овог неолибералног хоризонта настају и развијају се процеси дедемократизације.

## Полиархија (Роберт Дал)
Далова полиархична демократија у својој најкраћој варијанти истиче две главне особине демократије: партиципацију и компетицију. Основне одлике полиархије у широј варијанти су:
-	власт је у рукама изабраних званичника
-	избори су слободни и поштени (алтернатива са највећим бројем гласова се декларише као победнички избор)
-	опште право гласа, практично сва одрасла лица имају право гласа
-	не постоје ограничења на право кандидатуре за неки положај
-	слобода изражавања и право да се критикује и протестује
-	грађани имају приступ различитим изворима информација
-	аутономије удруживања.

## Консоцијација (консоцијациона демократија)
Овај модел је свој развијени облик добио у радовима Аренда Лајпхарта. Овај модел политичког система је дизајниран за мултиетничка или мултинационална друштва. Његова, може се рећи, differentia specifica јесте то што се наглашава процес преговарања између политичких елита односно доношење одлука у консоцијацији је могуће само уз пуну сагласност елита. Због тога је сам Лајпхарт зове још и консесуална демократија. Консоцијација се од полиархије разликује у две тачке. Прво, она не укључује партиципацију осим ако се под партиципацијом разумеју избори. Друго, она искључује већинско одлучивање.

## Дискурзивна демократија
са својим истакнутим заступницима Хабермасом и др. јавља се као алтернатива како свемоћној држави, тако и либералној демократији. Овај модел демократије следи више цивилно друштво него државу и у сагласности је више са ширим него са уским дефиницијама политике. Другим речима, дискурзивна демократија се опире економској рационалности у социјалном и политичком животу и пледира за одређену врсту комуникативне рационалности. Комуникативна рационалносз претпоставља да се преференције и ставови не третирају као нешто дато или непроменљиво и да индивидуалне потребе као и јавни интереси могу бити откривени и расправљани. Демократија је у ствари дискурс пре него агрегација преференција.

## Партиципациона демократија
У основи овог модела демократије стоји сам процес одлучивања. Наиме, овај модел демократије настоји да пројектује и развије систем демократије који ће омогућити директну партиципацију и утицај грађана у процесу политичког одлучивања на свим нивоима политичке организације који захтавају њихов ангажман. Тако, овај модел демократије је развијан у контрапозицији не само према либералној, већ такође и према представничкој, елитистичкој и корпоративној форми демократије. Партиципациона демократија настоји да укључи демократију у сфери рада и различите форме активности цивилног друштва у процес одлучивања. Одлучивањем у сфери рада грађани могу постићи више социјалне и економске једнакости која је нужан предуслов за демократску партиципацију у вишим облицима политичког одлучивања.

## Космополитска демократија (Дејвид Хелд)
Хелдов модел космополитске демократије настоји да прошири оквире демократије како би изашао у сусрет глобалистичком преуређењу друштва и политике. Хелд је за савим логчно дозирано и контролисано утапање државе у глобалну заједницу, при чему би држава задржала неке важне функције.

## Модел мултикултурног грађанства (Кимлика)
Кимликин модел мултикултурног, мултиетничког грађанства настоји да инкорпорира мањинска права у либералну теорију. Он истиче три групе мањинских права: а) право на дистинктан третман или признавање права
	 б) права самоуправљања
	 в) признавање права представљања.
Свако од те три врсте групних права може једноставно заштитити чланове мањинске културне групе од економских притисака или политичких одлука већине. Кимлика брани концепт диференцираног грађанства као нешто што је наспрам концепта универзалног, недиференцираног грађанства које многи теоретичари сматрају као есенцијални елемент либерално-демократског идеала. Међутим, он сматра да групно диференцирана права пружају начин испуњења либералних тежњи према слободи и једнакости.

## Дискурзивно-полиархична либерално-социјална демократија
она садржи и интегрише својства већ поменутих модела демократије.